# Szinkronúszás a 2013-as úszó-világbajnokságon
A szinkronúszás versenyszámokat a 2013-as úszó-világbajnokságon július 20. és július 27. között rendezték meg. A helyszín a barcelonai Palau Sant Jordi volt.

## Versenyprogram
| Dátum            | Dátum | Versenyszám                      |
| ---------------- | ----- | -------------------------------- |
| 2013. július 20. | 09:00 | Egyéni rövid program selejtezők  |
| 2013. július 20. | 14:00 | Csapat rövid program selejtezők  |
| 2013. július 20. | 19:00 | Egyéni rövid program döntő       |
| 2013. július 21. | 09:00 | Páros rövid program selejtezők   |
| 2013. július 21. | 14:00 | Kombinációs kűr selejtezők       |
| 2013. július 21. | 19:00 | Páros rövid program döntő        |
| 2013. július 22. | 09:00 | Egyéni szabad program selejtezők |
| 2013. július 22. | 19:00 | Csapat rövid program döntő       |
| 2013. július 23. | 09:00 | Páros szabad program selejtezők  |
| 2013. július 23. | 18:00 | Csapat szabad program selejtezők |
| 2013. július 24. | 19:00 | Egyéni szabad program döntő      |
| 2013. július 25. | 19:00 | Páros szabad program döntő       |
| 2013. július 26. | 19:00 | Csapat szabad program döntő      |
| 2013. július 27. | 19:00 | Kombinációs kűr döntő            |

| ● | Versenyszámok | ● | Döntők |

| Július        | 20 | 21 | 22 | 23 | 24 | 25 | 26 | 27 | 28 | 29 | 30 | 31 | Ö |
| ------------- | -- | -- | -- | -- | -- | -- | -- | -- | -- | -- | -- | -- | - |
| Szinkronúszás |    | 1  | 1  | 1  | 1  | 1  | 1  | 1  |    |    |    |    | 7 |

## Éremtáblázat
|          | Nemzet        | Arany | Ezüst | Bronz | Összesen |
| 1        | Oroszország   | 7     | 0     | 0     | 7        |
| 2        | Kína          | 0     | 4     | 0     | 4        |
| 3        | Spanyolország | 0     | 3     | 4     | 7        |
| 4        | Ukrajna       | 0     | 0     | 3     | 3        |
| Összesen | Összesen      | 7     | 7     | 7     | 21       |

## Versenyszámok
| Versenyszám           | Arany | Arany  | Ezüst | Ezüst  | Bronz | Bronz  |
| --------------------- | --- | ------ | --- | ------ | --- | ------ |
| egyéni rövid program  | Svetlana Romashina · Oroszország | 96.800 | Huang Xuechen · Kína | 95.500 | Ona Carbonell · Spanyolország | 94.400 |
| egyéni szabad program | Svetlana Romashina · Oroszország | 97.430 | Huang Xuechen · Kína | 95.720 | Ona Carbonell · Spanyolország | 94.290 |
| páros rövid program   | Szvetlana Kolesznyicsenko · Svetlana Romashina · Oroszország | 97.300 | Jiang Tingting · Jiang Wenwen · Kína | 94.900 | Ona Carbonell · Margalida Crespí · Spanyolország | 93.800 |
| páros szabad program  | Szvetlana Kolesznyicsenko · Svetlana Romashina · Oroszország | 97.680 | Jiang Tingting · Jiang Wenwen · Kína | 95.350 | Ona Carbonell · Margalida Crespí · Spanyolország | 94.990 |
| csapat rövid program  | Vlada Chigireva · Daria Korobova · Alexandra Patskevich · Elena Prokofyeva · Alla Shishkina · Maria Shurochkina · Anzhelika Timanina · Alexandra Zueva · Mikhaela Kalancha* · Anisya Olkhova* · Oroszország                            | 96.600 | Clara Basiana · Alba María Cabello · Ona Carbonell · Margalida Crespí · Thaïs Henríquez · Paula Klamburg · Meritxell Mas · Cristina Salvador · Clara Camacho* · Sara Levy* · Spanyolország                                 | 94.400 | Lolita Ananasova · Olena Grechykhina · Ganna Klymenko · Kateryna Reznik · Oleksandra Sabada · Kateryna Sadurska · Anastasiya Savchuk · Anna Voloshyna · Maryna Golyadkina* · Olha Zolotarova* · Ukrajna                                        | 93.300 |
| csapat szabad program | Vlada Chigireva · Szvetlana Kolesznyicsenko · Daria Korobova · Alexandra Patskevich · Elena Prokofyeva · Alla Shishkina · Maria Shurochkina · Anzhelika Timanina · Anisya Olkhova* · Alexandra Zueva* · Oroszország                    | 97.400 | Clara Basiana · Alba María Cabello · Ona Carbonell · Margalida Crespí · Thaïs Henríquez · Paula Klamburg · Sara Levy · Meritxell Mas · Laia Pons* · Cristina Salvador* · Spanyolország                                     | 94.230 | Lolita Ananasova · Olena Grechykhina · Ganna Klymenko · Oleksandra Sabada · Kateryna Sadurska · Anastasiya Savchuk · Anna Voloshyna · Olha Zolotarova · Kateryna Reznik* · Maryna Golyadkina* · Ukrajna                                        | 93.640 |
| kombinációs kűr       | Vlada Chigireva · Mikhaela Kalancha · Daria Korobova · Anisya Olkhova · Alexandra Patskevich · Elena Prokofyeva · Alla Shishkina · Maria Shurochkina · Anzhelika Timanina · Alexandra Zueva · Szvetlana Kolesznyicsenko* · Oroszország | 97.060 | Clara Basiana · Alba María Cabello · Ona Carbonell · Margalida Crespí · Thaïs Henríquez · Paula Klamburg · Sara Levy · Meritxell Mas · Laia Pons · Cristina Salvador · Clara Camacho* · Irene Montrucchio* · Spanyolország | 94.620 | Lolita Ananasova · Maryna Golyadkina · Olena Grechykhina · Ganna Klymenko · Kateryna Reznik · Oleksandra Sabada · Kateryna Sadurska · Anastasiya Savchuk · Anna Voloshyna · Olha Zolotarova · Vira Golubova* · Dana-Mariia Klymenko* · Ukrajna | 93.350 |

*Tartalék